# 이응순 (1570년)
이응순(李應順, 1570년 ~ 1653년)은 조선시대 후기의 왕족 출신 문신이며 공신이다. 본관은 전주(全州)이고 자는 자화(子和)이다. 임진왜란 때의 호성공신 이응순과는 동명이인이다.
창선대부(彰善大夫) 파흥수(坡興守)에 봉작되었고, 병자호란과 정묘호란 당시 인조를 강화도로 호종한 공로로 호성공신에 책록되었다. 1649년(인조 27) 파흥군(坡興君)에 봉군되었다.

## 생애
자는 자화(子和). 성종의 여덟번째 왕자이며 숙의 홍씨 소생인 익양군 (益陽君)의 증손이다. 장천부정(長川副正)을 지내고 사후 장천군(長川君)에 추증된 이수효(李壽𪊷)의 손자이며 양성군 (陽城君) 이윤(李倫)의 아들이다. 창선대부(彰善大夫) 파흥수(坡興守²)에 봉작되었으나 광해군 혼조에는 관직에 나가지 않고 은거하였다. 이 후 인조 5년(1627)에 청나라의 침입으로 정묘호란(丁卯胡亂)이 일어나자 인조의 몽양에 동행하여 강화도(江華島)로 호종했고, 그 후 정묘호란(丁卯胡亂)이 터지자 임금을 따라 남한산성(南漢山城)에 호종한 공으로 호성공신(扈聖功臣) 1등훈을 받았다.
1649년(인조 27)에 파흥군(坡興君)에 봉해졌고 도총관(都摠管)과 태관제조(太官提調)등의 벼슬을 하고 숭헌대부(崇憲大夫)에 추증되었다. 묘는 경기도 시흥시 산현동 오자산(五子山) 기슭에 있다.

## 가족 관계
- 증조부: 익양군(益陽君) 이회(李懷) (1488~1552, 조선 성종의 8번째 왕자)
- 조부: 장천군(長川君) 이수효(李壽𪊷)
- 부: 양성군(陽城君) 이윤(李倫)
- 부인: 상씨(尙氏, 상시손(尙蓍孫)의 딸)
  - 아들: 이석(李晳³, 1603~1685, 호는 옥산(玉山) 또는 서은(鋤隱) 시호는 장정(莊靖)
  - 아들: 이증(李曾), 장령(掌令)
  - 아들: 이형(李馨), 증 공조참판(工曹參判)
  - 아들: 이보(李普), 통덕랑(通德郞)

- 장인: 상시손(尙蓍孫), 판관(判官)

## 같이 보기
- 이응순 : 동명이인
- 병자호란
- 정묘호란
- 북벌론
- 송시열
- 송준길
- 윤휴